# 村山明 (木工芸)
村山 明（むらやま あきら　1944年3月25日 - ）は日本の木工芸家、重要無形文化財「木工芸」保持者（人間国宝）。
木工芸の人間国宝では8人目の認定者である。日本工芸会理事、京都工芸美術作家協会副理事長、京都市芸術文化協会評議員。京都市立美術大学（現、京都市立芸術大学）美術科彫刻専攻出身。

## 人物
兵庫県尼崎市出身。学生時代から油絵を好み京都市立美術大学（現、京都市立芸術大学）に進むも大学では彫刻を専攻した。木工芸家黒田辰秋の長男が同大にいたことが縁で1966年大学卒業とともに黒田辰秋に師事（黒田は1970年に人間国宝に認定）。1970年、第17回日本伝統工芸展入賞をきっかけに本格的な木工芸家となり、その後、宇治市に工房を構える。1989年には「欅拭漆盤」がイギリス、ロンドンのヴィクトリア&アルバート博物館の収蔵品になる。作品は刳物を得意とし欅（ケヤキ）を好む。

## 経歴
- 1966年　京都市立美術大学卒業　黒田辰秋に師事
- 1970年　第17回日本伝統工芸展入賞および朝日新聞社賞
- 1972年　伝統工芸木竹新作展東京都教育委員会賞
- 1981年　第28回日本伝統工芸展鑑審委員
- 1987年　東京国立近代美術館「木工芸　明治から現代まで」招待出品
- 1992年　第21回日本伝統工芸近畿賞
- 1996年　京都府指定無形文化財「木工芸」保持者
- 2003年　重要無形文化財「木工芸」保持者
- 2004年　第22回京都府文化賞功労賞受賞[2]
- 2005年　紫綬褒章[1][3]

## 関係者
- 黒田辰秋 村山の師　木工芸では最初の人間国宝